# リェルヴァーデ
リェルヴァーデ（ラトビア語:Lielvārde）は、 ラトビア共和国のオグレイ県にある人口6,300人余りの町。人口密度は671/km2で、面積は10km2。
ラトビア共和国の首都のリガの中心部を流れる川であるダウガヴァ川を南に52km程上流に進んだ所にあり、北緯56°42′東経24°50′に位置し、自然と数多くの遺跡が残る街である。13世紀にドイツ騎士団が城を築いたのがこの街の始まりである。
この街に鉄道が開通したのは1861年で、リガからダウガフピルスまでの鉄道路線の途中にあり、鉄道路線を基盤に人の往来がしやすくなり、第一次世界大戦時にラトビア共和国に占拠されたが、スターリンの影響によりロシアに編入されることとなり、リガと共に波乱に満ちた町の歴史を辿る事となる。